# 麻雀战术
麻雀戰術，是一種化整爲零，將整個戰爭細分化爲許多個局部小組織的戰鬥方式。該戰術化機械笨重的作戰方式爲靈活輕巧的作戰方式，通過反複的分散和整合，可迷惑敵人，分散敵方的注意力，並集中優勢兵力群起而殲之。敵人休息時便打；敵人反擊時便立即撤離，不和敵人正面交鋒，令敵人疲於應付。